# Ctenotus capricorni
Ctenotus capricorni är en ödleart som beskrevs av  Storr 1981. Ctenotus capricorni ingår i släktet Ctenotus och familjen skinkar. Inga underarter finns listade i Catalogue of Life.